# Paramylon
Paramylon – polisacharyd występujący jako substancja zapasowa w komórkach euglenin. Jest polimerem złożonym z reszt glukozy połączonych wiązaniem  β 1-3 glikozydowym. Kształt ziaren jest silnie zróżnicowany u poszczególnych gatunków i może być wykorzystywany do określenia przynależności taksonomicznej euglenin. W syntezę polisacharydu zaangażowane są zarówno chloroplasty, jak i mitochondria, a ziarna powstają w systemie błon pomiędzy tymi organellami.